# Orítia

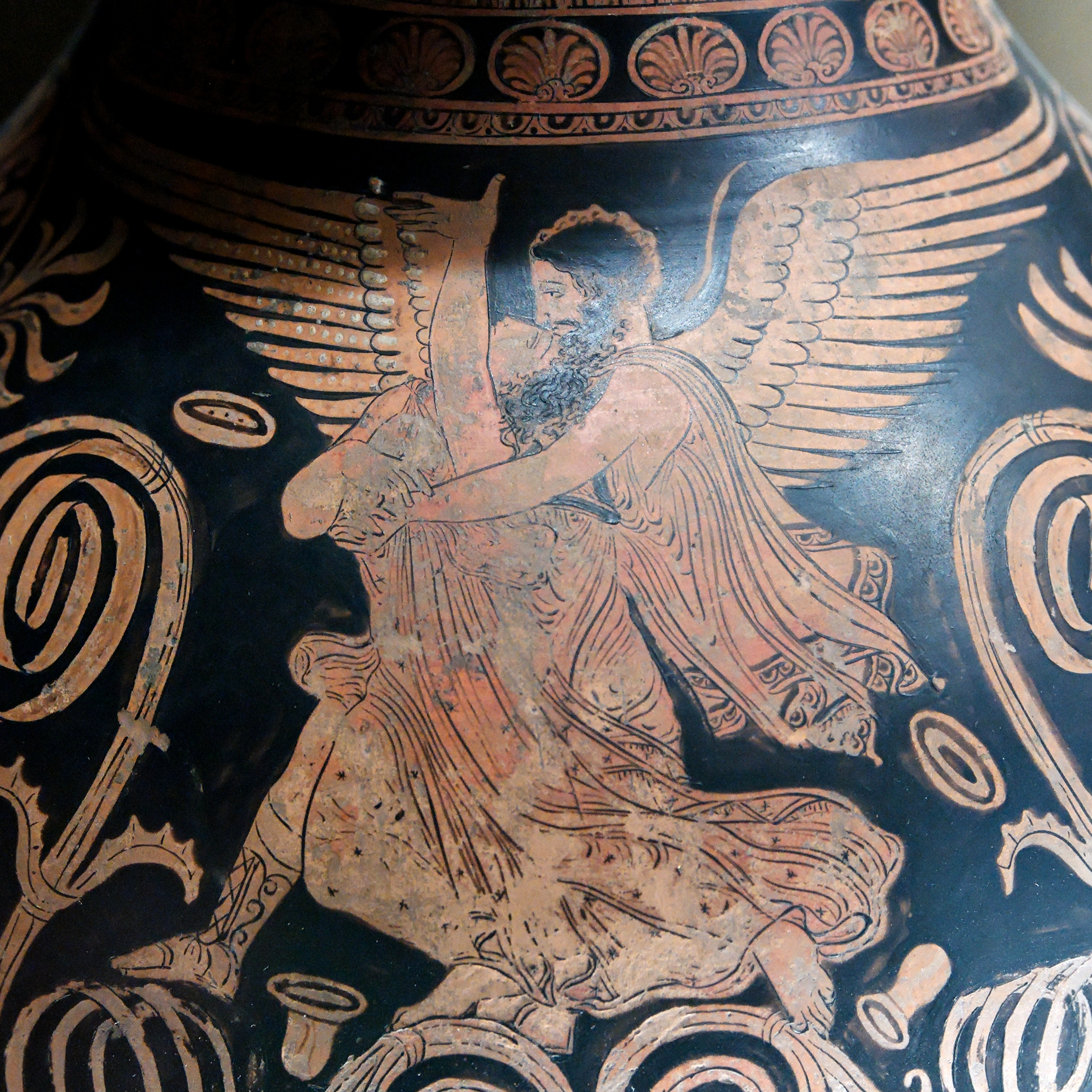
Estupro de Orítia por Bóreas (360 a.C.)

Orítia, na mitologia grega, era filha do rei de Atenas Erecteu, mas Bóreas a desejava. Depois de, sem sucesso, a cortejar, Bóreas usa sua força para raptá-la. Desta união nasceram Quione, Cleópatra a primeira esposa de Fineu, e os gêmeos alados Zetes e Calais que se tornaram argonautas.